# São Lourenço de Touvedo
São Lourenço de Touvedo (oficialmente, Touvedo (São Lourenço)) foi uma freguesia portuguesa do Município de Ponte da Barca, com 2,65 km² de área e 210 habitantes (2011). Densidade: 79,2 hab/km².
Foi extinta (agregada) pela reorganização administrativa de 2012/2013, sendo o seu território integrado na União das Freguesias de Touvedo (São Lourenço e Salvador).

## População
| População da freguesia de Touvedo (São Lourenço) | População da freguesia de Touvedo (São Lourenço) | População da freguesia de Touvedo (São Lourenço) | População da freguesia de Touvedo (São Lourenço) | População da freguesia de Touvedo (São Lourenço) | População da freguesia de Touvedo (São Lourenço) | População da freguesia de Touvedo (São Lourenço) | População da freguesia de Touvedo (São Lourenço) | População da freguesia de Touvedo (São Lourenço) | População da freguesia de Touvedo (São Lourenço) | População da freguesia de Touvedo (São Lourenço) | População da freguesia de Touvedo (São Lourenço) | População da freguesia de Touvedo (São Lourenço) | População da freguesia de Touvedo (São Lourenço) | População da freguesia de Touvedo (São Lourenço) |
| ------------------------------------------------ | ------------------------------------------------ | ------------------------------------------------ | ------------------------------------------------ | ------------------------------------------------ | ------------------------------------------------ | ------------------------------------------------ | ------------------------------------------------ | ------------------------------------------------ | ------------------------------------------------ | ------------------------------------------------ | ------------------------------------------------ | ------------------------------------------------ | ------------------------------------------------ | ------------------------------------------------ |
| 1864                                             | 1878                                             | 1890                                             | 1900                                             | 1911                                             | 1920                                             | 1930                                             | 1940                                             | 1950                                             | 1960                                             | 1970                                             | 1981                                             | 1991                                             | 2001                                             | 2011                                             |
| 391                                              | 388                                              | 362                                              | 369                                              | 413                                              | 440                                              | 466                                              | 449                                              | 476                                              | 472                                              | 346                                              | 297                                              | 288                                              | 266                                              | 210                                              |

| Distribuição da População por Grupos Etários | Distribuição da População por Grupos Etários | Distribuição da População por Grupos Etários | Distribuição da População por Grupos Etários | Distribuição da População por Grupos Etários | Distribuição da População por Grupos Etários | Distribuição da População por Grupos Etários | Distribuição da População por Grupos Etários | Distribuição da População por Grupos Etários | Distribuição da População por Grupos Etários |
| -------------------------------------------- | -------------------------------------------- | -------------------------------------------- | -------------------------------------------- | -------------------------------------------- | -------------------------------------------- | -------------------------------------------- | -------------------------------------------- | -------------------------------------------- | -------------------------------------------- |
| Ano                                          | 0-14 Anos                                    | 15-24 Anos                                   | 25-64 Anos                                   | > 65 Anos                                    |                                              | 0-14 Anos                                    | 15-24 Anos                                   | 25-64 Anos                                   | > 65 Anos                                    |
| 2001                                         | 41                                           | 36                                           | 126                                          | 63                                           |                                              | 15,4%                                        | 13,5%                                        | 47,4%                                        | 23,7%                                        |
| 2011                                         | 16                                           | 24                                           | 105                                          | 65                                           |                                              | 7,6%                                         | 11,4%                                        | 50,0%                                        | 31,0%                                        |